# Fu er mo si yu zhong guo nu xia
Fu er mo si yu zhong guo nu xia (福尔摩斯与中国女侠) è un film del 1994 diretto da Yunzhou Liu e Chi Wang, basato molto liberamente sul personaggio di Sherlock Holmes creato da Arthur Conan Doyle.
Il film è stato distribuito negli Stati Uniti d'America col titolo Sherlock Holmes in China ma è conosciuto anche col titolo Sherlock Holmes and the Chinese Heroine.